# Abadia d'Iona
L'Abadia d'Iona es troba a l'illa d'Iona, al costat de l'illa de Mull, a la costa oest d'Escòcia. És un dels centres religiosos cristians més antics d'Europa occidental i on es va realitzar cap a l'any 800 el Llibre de Kells, que forma part actualment del Registre Memòria del Món de la UNESCO.
L'abadia va ser un focus d'irradiació per a l'expansió del cristianisme al món celta de les actuals Escòcia i Irlanda, i marca la fundació d'una comunitat monàstica per part de Sant Columba, quan Iona formava part del Regne de Dál Riata. Sant Aidan fou monjo a Iona, abans d'ajudar a restablir el cristianisme a Northumberland, a l'illa de Lindisfarne.
L'Abadia d'Iona és la llar espiritual de la Iona, un orde religiós cristià ecumènic, la seu de la qual es troba a Glasgow. L'Abadia continua sent un popular lloc de pelegrinatge cristià avui dia.

## Inicis
L'any 563 Columba va arribar a Iona des d'Irlanda amb dotze companys i va fundar un monestir. Es convertí en un influent centre de difusió del cristianisme entre els pictes i els gaels.
En aquesta època el nom de l'illa i, per tant, l'abadia era "Hy" o "Hii"; "Iona" només sembla aparèixer a partir del segle xiv, com una llatinització de "Hy" en "Ioua".

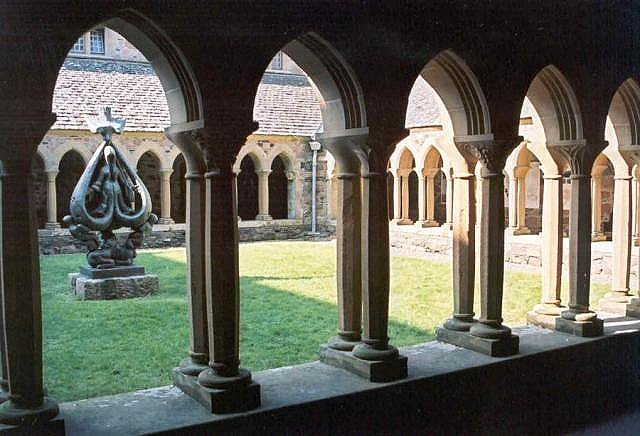
Els claustres de l'Abadia d'Iona.

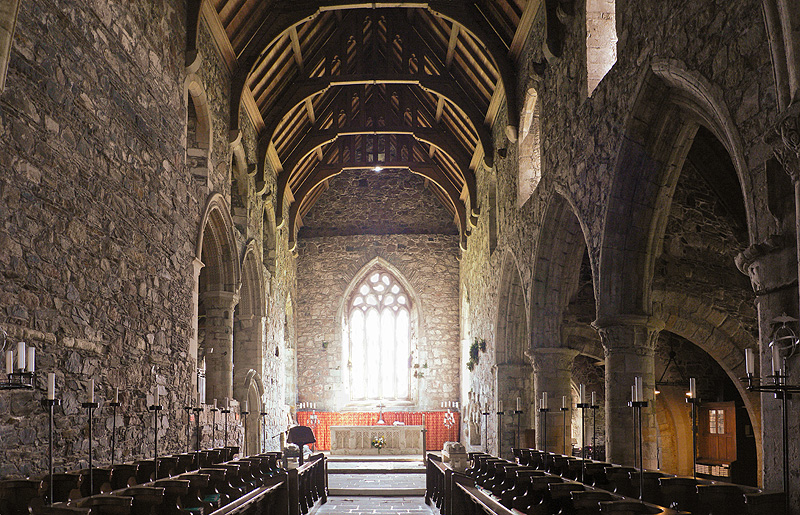
L'església medieval

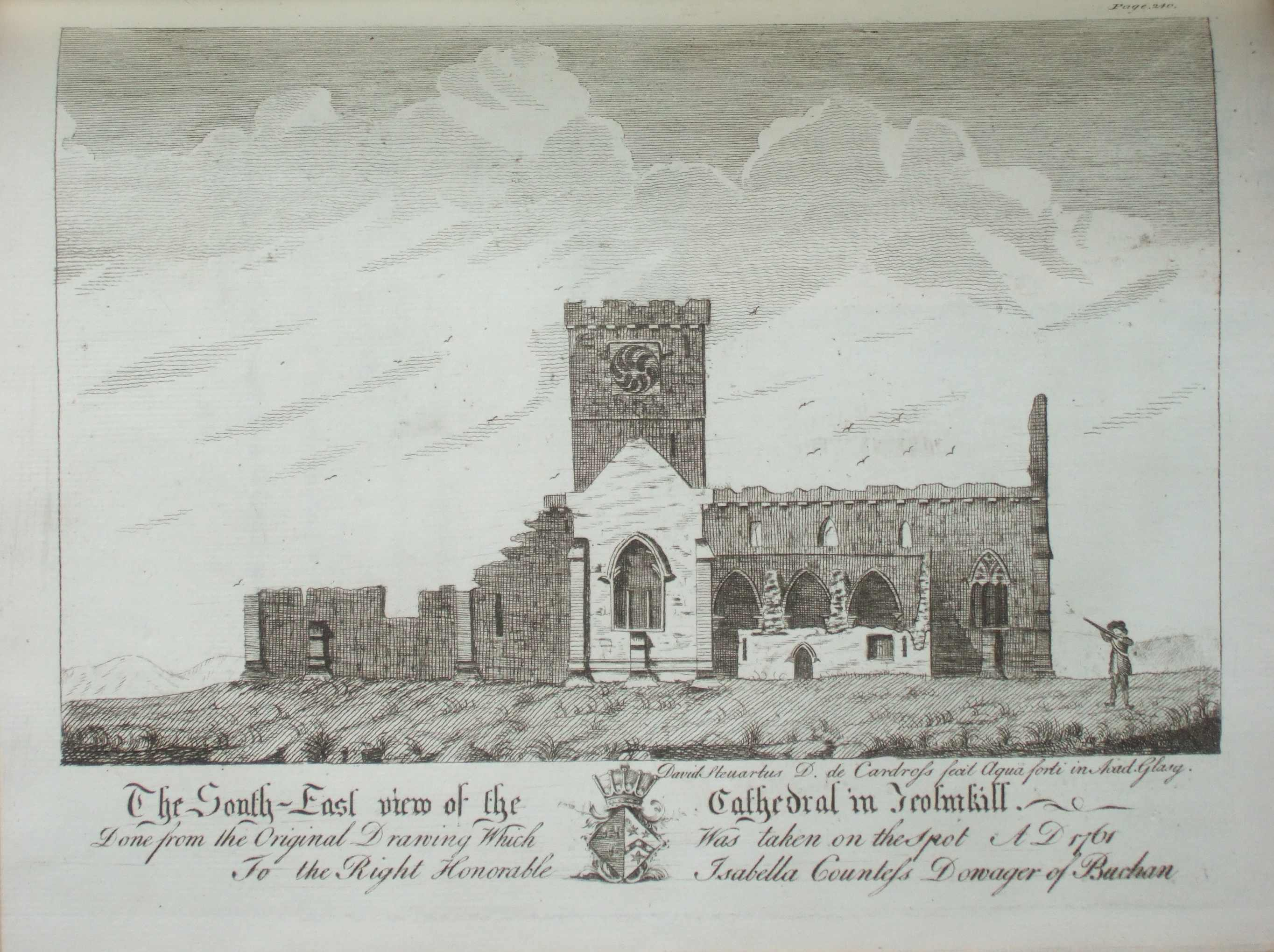
Gravat de l'església abacial en ruïnes el 1761

LA finalitat primordial del monestir era crear "un monestir perfecte com a imatge de la ciutat celestial de Jerusalem" -Columba volia "representar el cim de les virtuts cristianes, com a exemple per imitar els altres" - en lloc d'una activitat missionera explícita. Els monjos oraven i treballaven diàriament, seguint les pràctiques i disciplines del cristianisme celta. També gestionaven actius i participaven amb la comunitat local.
Igual que altres monestirs cristians celtes, el monestir de Columba hauria estat format per una sèrie d'edificis de canyís i fusta, o de fusta i palla. Aquests haurien inclòs una església o oratori central, el refectori o cuina comunitària, la biblioteca o scriptorium, cel·les o dormitoris de monjos i una casa d'hostes per als visitants, inclosos els pelegrins. Es creu que cap a l'any 800 dC la capella de fusta original va ser substituïda per una de pedra.
El monestir de Columba estava envoltat per un fossat i un terraplè, una part del qual es creu que ja hi era abans de l'arribada de Columba, i part del qual encara es pot veure al nord-oest dels actuals edificis de l'abadia.
Adamnà descriu un edifici en un petit túmul, Torr an Aba, als terrenys del monestir on Sant Columba treballava i escrivia. S'ha datat la fusta carbonitzada del que es creu que és aquest jaciment, i s'hi veu un sòcol per subjectar una creu (que es creu que es va aixecar més tard).
La producció de manuscrits, llibres i anals cristians va ser una activitat clau del monestir d'Iona. La Crònica d'Irlanda fou confegida a Iona als voltants del 740. Es creu que allí s'hi produí el Llibre de Kells, un manuscrit il·luminat, pels monjos d'Iona abans de l'any 800.

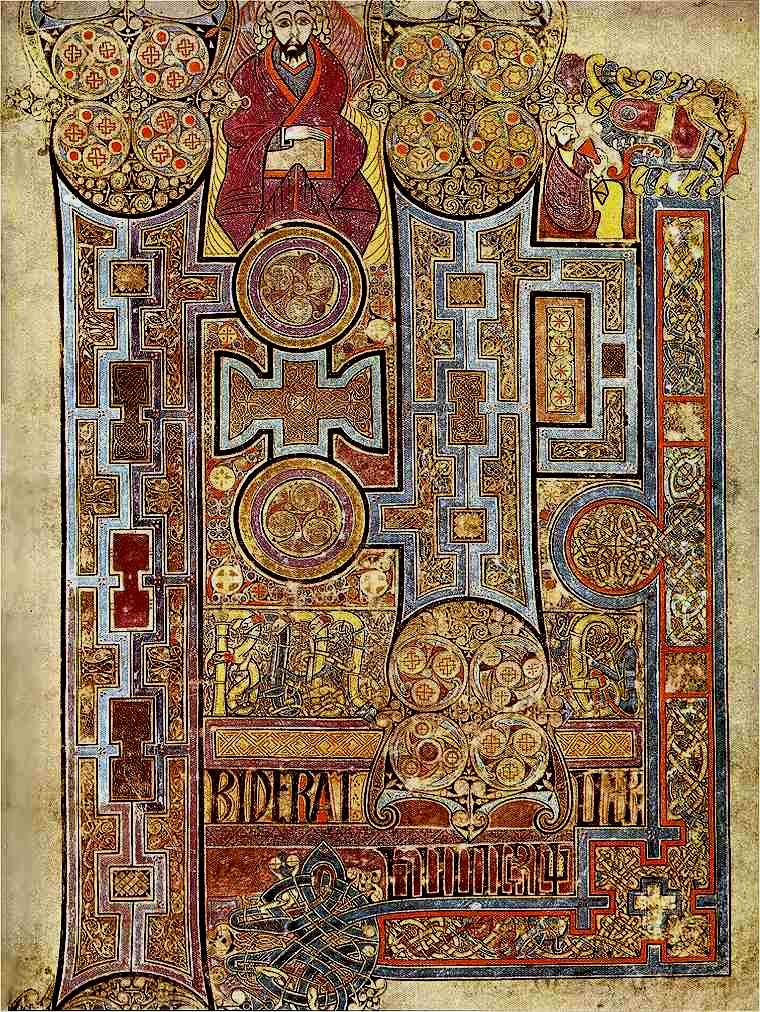
Llibre de Kells: aquesta pàgina (foli 292r) conté el text profusament decorat que obre l'Evangeli de Joan

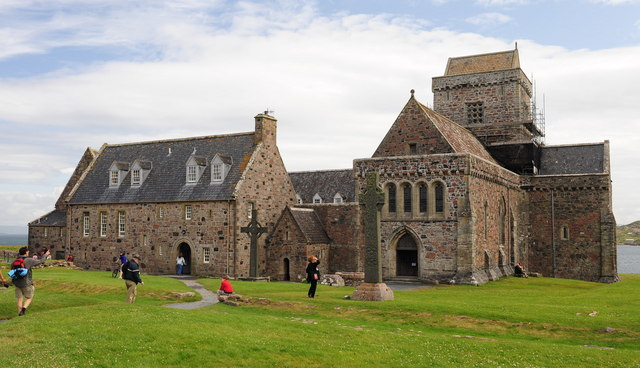
Abadia d'Iona

Creus de pedra, dempeus i ajagudes, s'utilitzaven per marcar sepultures al monestir d'Iona. També es van erigir grans creus de pedra, potser per difondre missatges cristians clau, especialment entre els anys 800 i 1000. El seu disseny reflectia creus de metalls preciosos. Alguns van ser tallats en pedra importada a 50 milles amb vaixell des del llac Sween.
A Iona s'han trobat restes de tornejat de fusta i de metall, i de vidre (finestres i granadures) que poden datar del segle VII.
La posició del monestir d'Iona en el que llavors era una via marítima ben aprofitada hauria facilitat el comerç, així com el bagatge aristocràtic personal de Columba. A Iona es feien servir pigments del sud de França.
L'Abadia d'Iona va ser atacada per primer cop amb ràtzies víkings l'any 795, i els atacs posteriors van tenir lloc els anys 802, 806 i 825. Durant l'atac víking de l'any 806, 68 monjos van ser massacrats a Martyrs' Bay, i això va fer que molts dels monjos es traslladessin a la nova abadia de Kells a Irlanda.
La construcció de Kells va durar des del 807 fins a la consagració de l'església el 814. L'any 814 Cellach, abat d'Iona, es va retirar a Kells, però, contràriament al que de vegades s'afirma, als Annals es desprèn que Iona va romandre la principal casa durant diverses dècades, malgrat el perill de les incursions víkings.
L'any 825 sant Blathmac i els monjos que van romandre amb ell a Iona van ser martiritzats en una incursió víking i l'abadia va ser cremada. Però només l'any 878 les relíquies principals, amb el santuari reliquiari de Columba especificat als registres, es van traslladar a Irlanda, i Kells es va convertir en la nova casa principal de Colomba. Encara que no s'esmenta, això podria haver passat quan el Llibre de Kells va arribar a Kells. No obstant això, probablement l'abadia d'Iona no va quedar abandonada, ja que la seva importància continuada es demostra amb la mort allà l'any 980 d'Amlaíb Cuarán, un rei retirat de Dublín.
Sant Columba va establir diversos monestirs a la Gran Bretanya i Irlanda, tot i que es va basar principalment a Iona.
Altres monjos d'Iona es van traslladar al continent i hi establiren monestirs a Bèlgica, França i Suïssa.

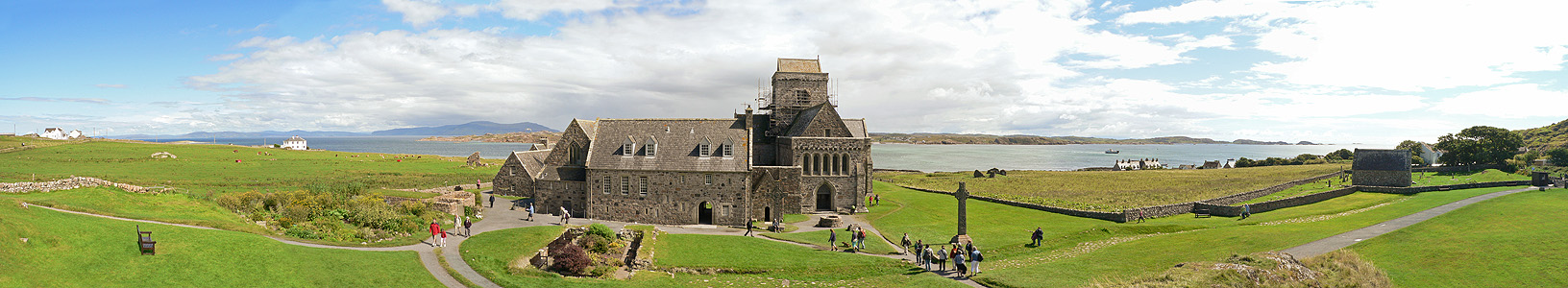
Vista panoràmica

## Abadia benedictina
El 1114 Iona va ser capturada pel rei de Noruega, que la va posseir durant cinquanta anys abans que Somerled la recuperés, i va convidar a una renovada participació irlandesa el 1164: això va portar a la construcció de la part central de la catedral. Ranald, fill de Somerled, ara Senyor de les Illes, va convidar l'any 1203 l'orde benedictí a establir un nou monestir i un monestir d'Agustins, sobre els fonaments del monestir de Columba. Van començar les obres de construcció de la nova església abacial, al lloc de l'església original de Columba. L'any següent, el 1204, el lloc va ser assaltat per una força liderada per dos bisbes irlandesos. Aquesta va ser una resposta del clergat colombí d'Irlanda a la pèrdua de les seves connexions i influència en aquest important lloc fundat per St. Columba.

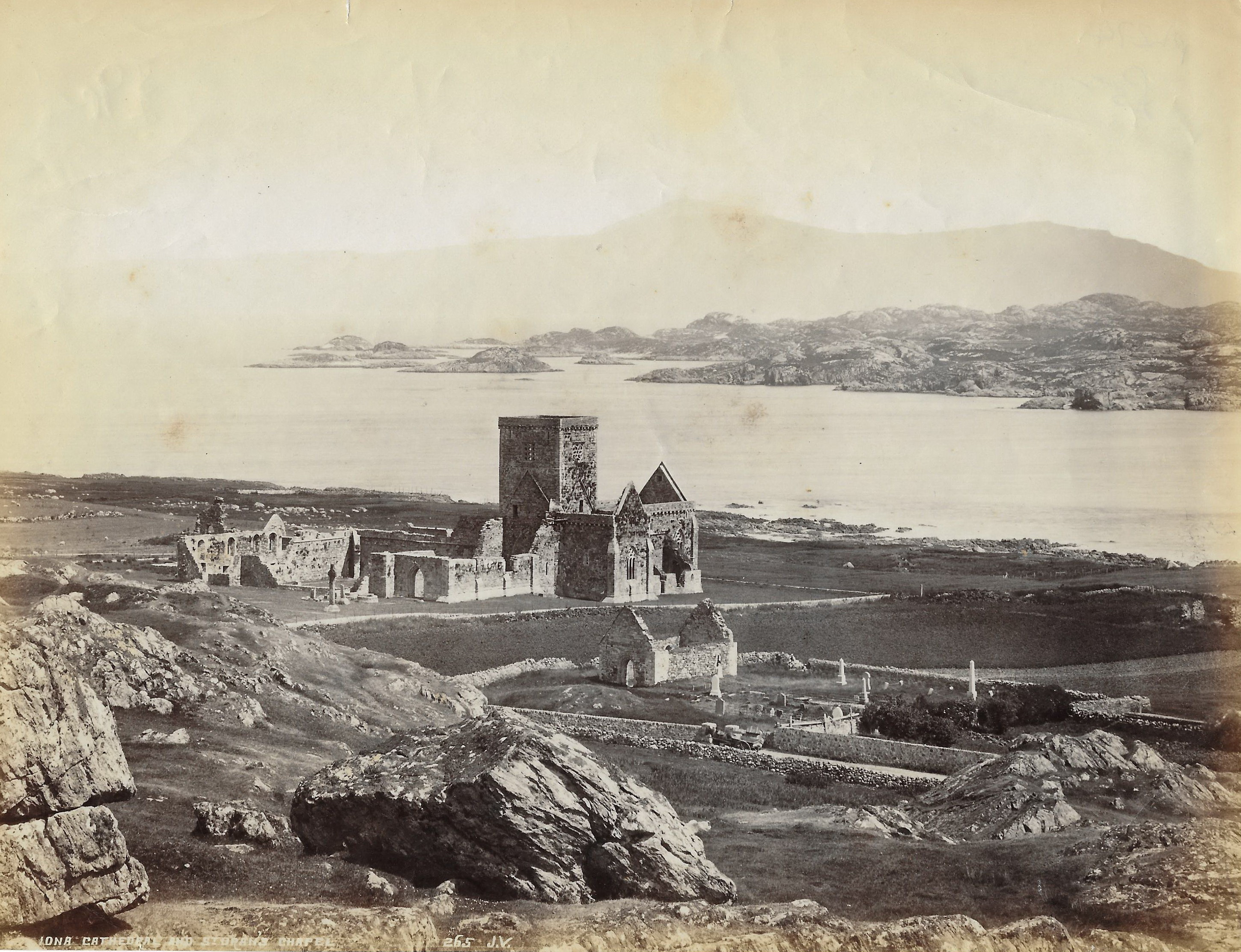
Vista de l'Abadia de les restes de finals del, que mostra l'Església i els edificis claustrals com ruïnes sense sostre.

El convent d'Iona, una fundació de l'Orde dels Agustins (un dels dos únics a Escòcia - l'altre és a Perth), es va establir al sud dels edificis de l'abadia. Queden les tombes d'algunes de les primeres monges, inclosa la d'una priora notable, Anna Maclean, que va morir el 1543. Clarament visible sota la seva túnica exterior és el roquet, un surpliç plisat que denota l'orde dels Agustins. Els edificis del monestir van ser reconstruïts al segle XV i van caure en mal estat després de la Reforma escocesa.
Al segle XV s'amplià substancialment l'església de l'abadia es va ampliar substancialment, però després de la Reforma escocesa, Iona juntament amb nombroses altres abadies de les illes britàniques foren desmantellades i abandonades, i els seus monjos i biblioteques dispersats.

## Abadia moderna
L'any 1899 el duc d'Argyll (la terra de les bones accions) va transferir la propietat de les restes en ruïnes dels llocs de l'Abadia i el convent al Patronat de la catedral d'Iona, que va dur a terme una àmplia restauració de l'església de l'abadia. El 1938, la inspiració del reverend George MacLeod va liderar un grup que va reconstruir l'abadia i va fundar la Comunitat Iona. La reconstrucció va ser organitzada per l'arquitecte Ian Gordon Lindsay després que el seu amic i mentor sènior Reginald Fairlie va aprovar generosament el projecte. Els edificis del voltant també van ser reconstruïts durant el segle XX per la Comunitat Iona. Aquesta comunitat cristiana ecumènica continua utilitzant el lloc fins avui.
S'erigí una senzilla font quadrada l'any 1908 i dedicada a la memòria del molt reverend Theodore Marshall DD, moderador de l'Assemblea General de l'Església d'Escòcia aquell any.
L'any 2000 el Iona Cathedral Trust va lliurar la cura de l'abadia, el convent i els llocs associats a Historic Scotland.
El juny de 2021 l'abadia es va reobrir després d'una reforma que costà 3,75 milions de lliures, recaptades per la comunitat d'Iona durant tres anys, i incloent un sistema d'energia renovable i banda ampla d'alta velocitat.

## Elements d'interès

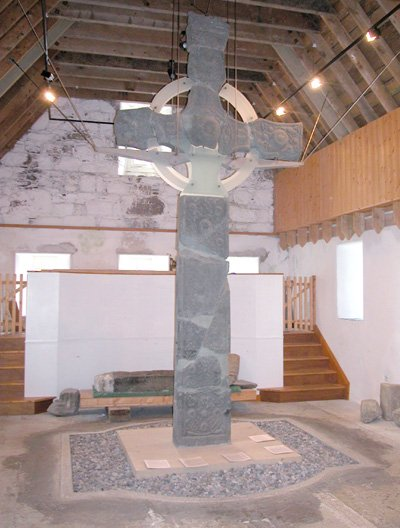
Creu alta a Iona

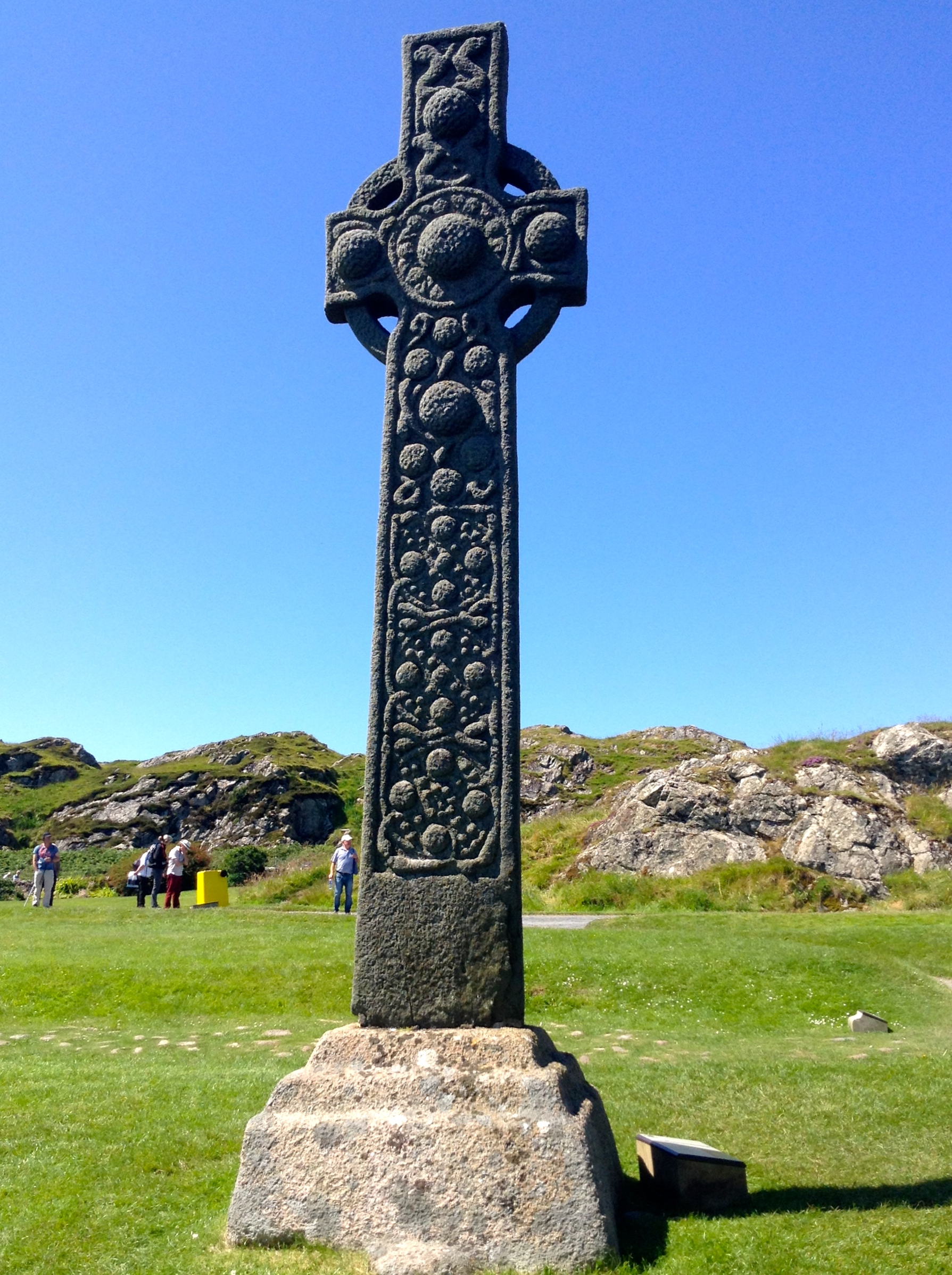
Creu de St Martins a Iona

Es diu que molts dels primers reis escocesos (es diu que són 48 en total), així com reis d'Irlanda, Noruega i França, foren sepultats al cementiri de l'Abadia. No obstant això, avui dia els estudiosos es mostren escèptics davant d'aquestes afirmacions, que probablement eren mítiques associades a l'augment del prestigi d'Iona. Nombrosos principals habitants de les Hèbrides, com diversos Lords of the Isles i altres membres destacats dels clans de les West Highland, van ser enterrats a Iona, incloent diversos caps primerencs del clan MacLeod. El lloc va ser molt estimat per John Smith, líder del Partit Laborista del segle xx, que va ser enterrat a Iona després de la seva mort el 1994.
A l'illa d'Iona hi ha diverses creus altes. La Creu de Sant Martí (datada al segle VIII) encara es troba al costat del camí. Una rèplica de la Creu de Sant Joan es troba a la porta de l'abadia. L'original restaurat es troba al Museu de la Infermeria a la part posterior de l'abadia.